# Minari
Minari (bra:Minari - Em Busca da Felicidade) é um filme estadunidense de 2020 escrito e dirigido por Lee Isaac Chung. É estrelado por Steven Yeun, Han Ye-ri, Alan Kim, Noel Kate Cho, Youn Yuh-jung, e Will Patton.
O longa-metragem estreou mundialmente no Festival Sundance de Cinema em 26 de janeiro de 2020 e venceu o Grande Prêmio do Júri.

## Sinopse
Minari conta a história de uma família coreana que se muda para uma pequena fazenda no estado do Arkansas em busca do sonho americano. O lar da família muda completamente com a chegada da sua avó astuta e desbocada, mas incrivelmente amorosa.

## Elenco
- Steven Yeun como Jacob Yi
- Han Ye-ri como Monica Yi
- Youn Yuh-jung como Soon-ja
- Will Patton como Paul
- Alan Kim como David
- Noel Kate Cho como Anne
- Scott Haze como Billy
- Darryl Cox como Sr. Harlan
- Esther Moon como Sra. Oh

## Produção
Em julho de 2019 foi anunciado que Steven Yeun, Han Ye-ri, Youn Yuh-Jung, Will Patton e Scott Haze integrariam o elenco do filme, produzido pela Plan B Entertainment e distribuído pela A24.

### Filmagens
As filmagens principais de Minari começaram em julho de 2019.

## Lançamento
O filme estreou mundialmente no Festival Sundance de Cinema em 26 de janeiro de 2020.

## Recepção
Minari recebeu resenhas favoráveis dos críticos de cinema. O filme possui uma aprovação de 100% no agregador de críticas Rotten Tomatoes, baseada em 26 críticas e com uma média ponderada de 9,08/10. No Metacritic o filme possui uma avaliação de 88/100 baseada em 9 críticas, indicando "aclamação universal".

### Prêmios e indicações
| Prêmio                 | Data da cerimônia      | Categoria                              | Resultado | Ref.  |
| ---------------------- | ---------------------- | -------------------------------------- | --------- | ----- |
| Sundance Film Festival | 1 de fevereiro de 2020 | Grande Prêmio do Júri (U.S. Dramatic)  | Venceu    | [ 7 ] |
| Sundance Film Festival | 1 de fevereiro de 2020 | Prêmio do Público para Filme Dramático | Venceu    | [ 7 ] |